# Uromyces vankyorum
Uromyces vankyorum är en svampart som beskrevs av Berndt 2002. Uromyces vankyorum ingår i släktet Uromyces och familjen Pucciniaceae.   Inga underarter finns listade i Catalogue of Life.